# Liolaemus albiceps
Espèce
Statut de conservation UICN

 LC  : Préoccupation mineure
Liolaemus albiceps est une espèce de sauriens de la famille des Liolaemidae.

## Répartition et habitat
Cette espèce est endémique de la province de Salta en Argentine. On la trouve entre 3 060 et 4 020 m d'altitude. Elle vit dans la puna.

## Description
C'est un saurien vivipare.

## Publication originale
- Lobo & Laurent, 1995 : Un nouveau Liolaemus andin (Tropiduridae). Revue française d'aquariologie, vol. 22, no 3-4, p. 107-116.